# كأس إستونيا 2015–16
كأس إستونيا 2015–16 (بالإستونية: Eesti jalgpalli 2015/2016. aasta karikavõistlused)‏ هو الموسم 24 من كأس إستونيا. أقيم خلال الفترة 10 يونيو 2015 وحتى 21 مايو 2016، وأشرف على تنظيمه اتحاد إستونيا لكرة القدم، وكان عدد الأندية المشاركة فيه 103، وفاز فيه نادي فلورا.